# Mario Comensoli

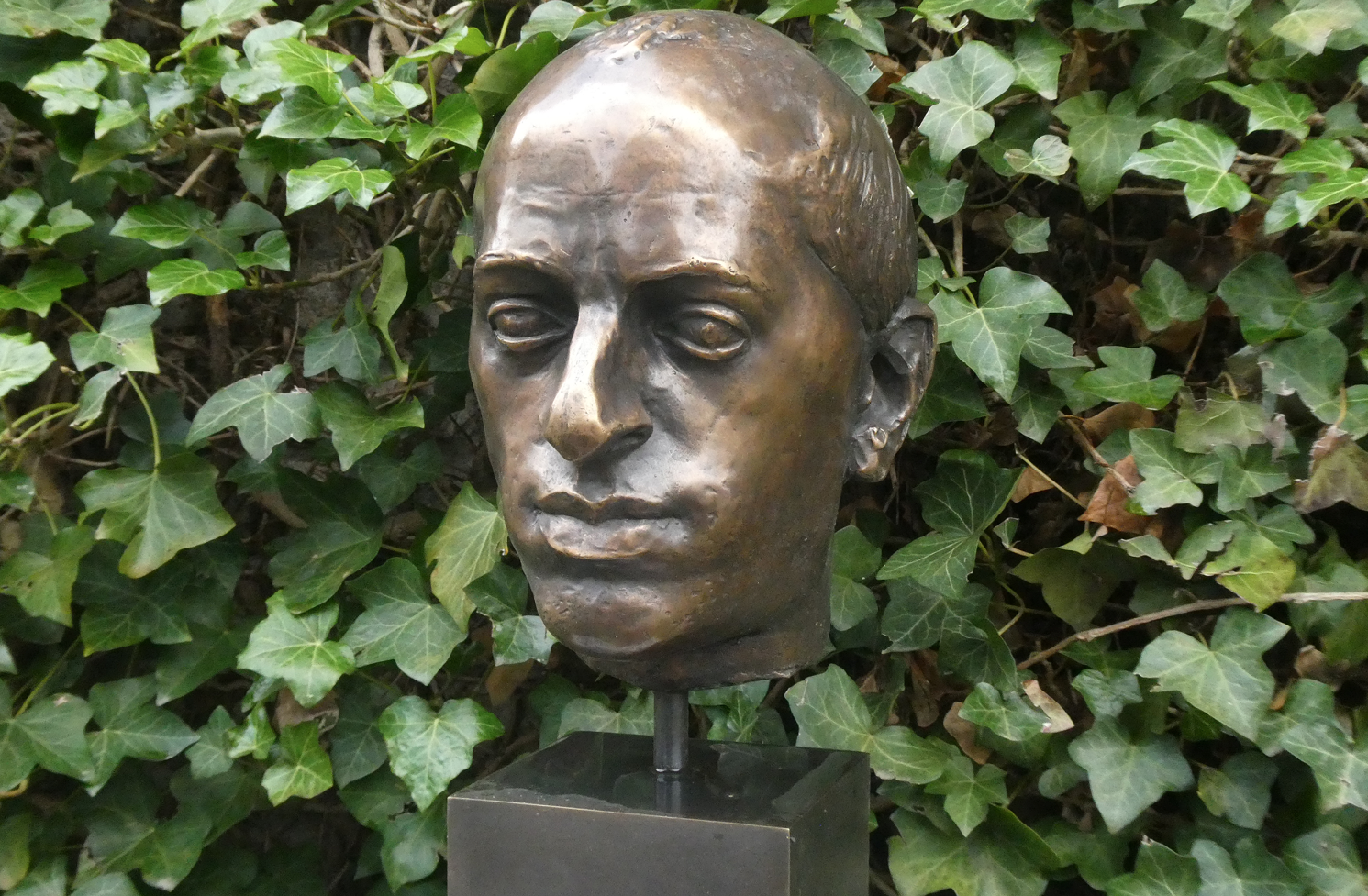
Cimetière Sihlfeld, ZH

Mario Comensoli (né le 15 avril 1922 à Lugano et mort le 2 juin 1993 à Zurich) est un artiste-peintre figuratif suisse.

## Biographie
Après un séjour d’études à Paris où il rencontre des artistes comme Alberto Giacometti, Édouard Pignon et Joan Miró, le jeune Comensoli s’établit à Zurich où il se lance aussitôt dans une série de travaux consacrés à la condition prolétarienne et focalisés plus particulièrement sur la figure du travailleur étranger. Rassemblée sous la désignation de « période bleue » en raison de la couleur des salopettes des protagonistes, cette production permet à l’artiste de se faire connaître et apprécier. Sa forte sensibilité sociale lui vaudra un prix décerné à Zurich en 1970 par les immigrés italiens qui voient en lui et dans l’écrivain Max Frisch deux paladins de la lutte contre le racisme. À Rome, l’écrivain Carlo Levi le définit comme un grand protagoniste du réalisme moderne, mais Comensoli ne reste pas insensible au drame d’autres catégories de personnes en marge de la société. Pour l’artiste, les années 1980 sont placées sous le signe de la « jeunesse en effervescence », titre d’une série de tableaux mettant en scène des figures de jeunes contestataires, des punks et des « squatters » des banlieues. L’analyse des acteurs et des victimes de notre civilisation contemporaine constitue une constante caractéristique de tout le parcours artistique de Mario Comensoli, dont le langage, parfois grotesque, témoigne toujours d’une très grande sensibilité face au contenu émotionnel qu’il est appelé à transmettre.

## Expositions individuelles
- 1953 Musée Helmhaus–Zurich
- 1961 Musée Strauhof–Zurich
- 1962 Galleria San Luca-Rome
- 1964 Galerie Die Brücke–Düsseldorf
- 1972 Kunsthaus–Coire
- 1974 Museo Civico–Lugano
- 1975 Galerie Jamileh Weber-Zurich
- 1978 Porte de la Suisse–Paris
- 1978 Église de St François-Poitiers

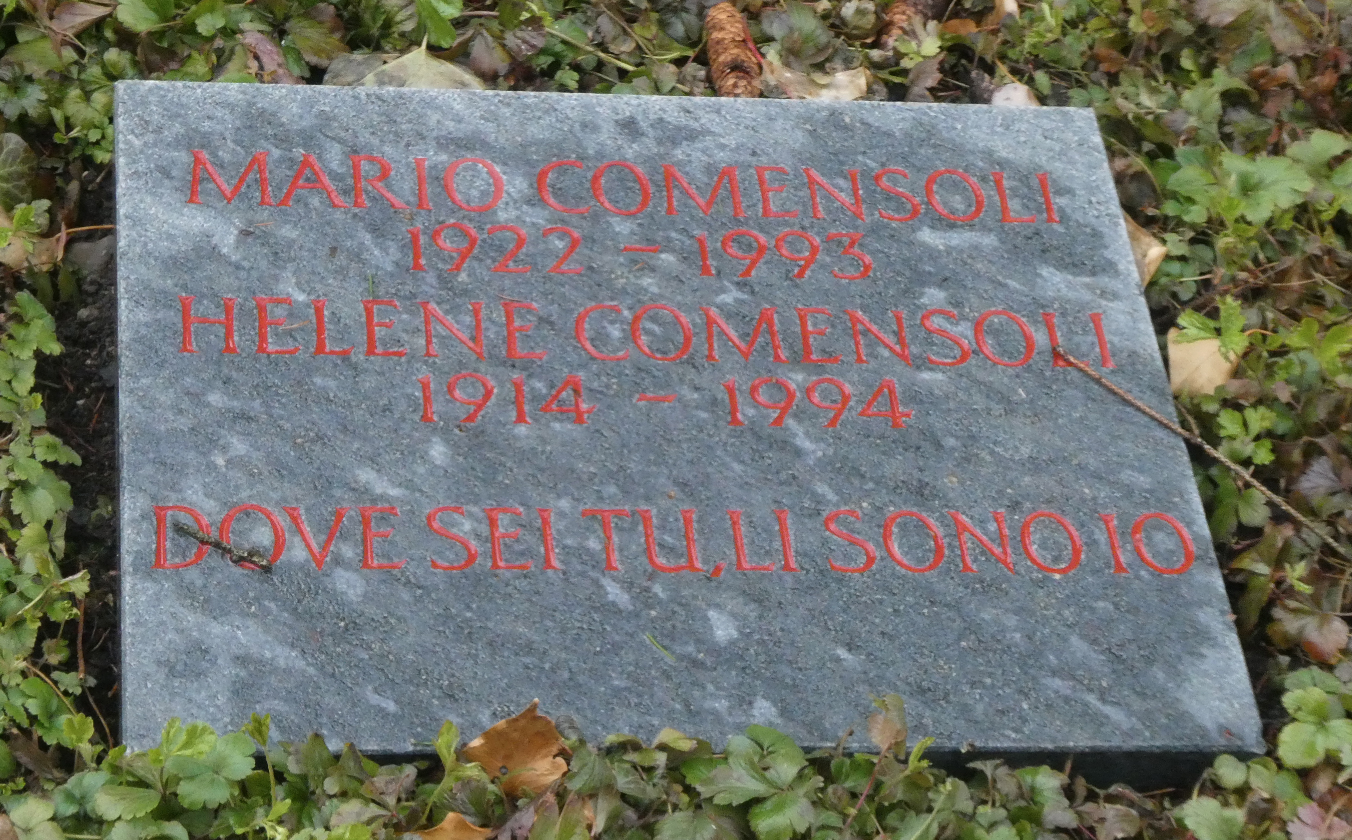
Cimetière Sihlfeld, ZH

- Cimetière Sihlfeld, ZH1978 Kunstgewerbemuseum-Zurich
- 1983 Kunstverein–Saint Gall
- 1984 Kunsthaus–Glarus
- 1985 Castello Visconteo-Locarno
- 1985 Kunsthaus-Aarau
- 1989 Kunsthaus-Zurich

## Expositions individuelles après sa mort
- 1997 New York Gallery-Baden, CH
- 1998 Museo d’Arte Moderna-Lugano, CH
- 2002 Fondazione Mazzotta-Milan, I
- 2003 Museo Cà la Ghironda-Bologne, I
- 2003 Galerie Andy Jllien-Zurich, CH
- 2006 Palais de Beaulieu-Lausanne, CH
- 2008 Locarno: Pinacoteca Casa Rusca-Comensoli, il cinema, i giovani, CH
- 2008 Ascona: Museo Epper, Mario Comensoli/La seduzione della danza, CH
- 2009 Welti modern art Zürich, CH
- 2011 Cinéma Comensoli, Festival du Film Zurich, CH
- 2014 Attualità di Mario Comensoli, Museo Villa dei Cedri Bellinzona, CH
- 2018 Ludwig Forum, Flashes of the Future, Aix-la-Chapelle, D
- 2018 Kunstmuseum, Olten, CH
- 2019 Landesmuseum, Histoire de la Suisse, Zurich, CH
- 2020 Centro Comensoli, La collection Hans Peter Salim, Zurich, CH
- 2021 Centro Comensoli, Mario Comensoli ritrattista, Zurich, CH
- 2022 Chiasso: Max Museo “Gli uomini in blu”
- 2022 Lugano: Fafa Fine Art “Ultime opere”
- 2022 Kemptthal: Valley Art ”Finale”
- 2022 Zürich: Centro Comensoli "La peinture du Mouvement"
- 2023 Castasegna: Sala Viaggiatori "Comensoli e la Bregaglia"